# Dillinja
Dillinja (né Karl Francis en 1974) est un DJ et producteur de drum and bass venant de Brixton au sud de Londres.

## Biographie
Dillinja vient du nom de John Dillinger, gangster américain des années 1920. Il utilise également le pseudo de Capone.
Il s'est surtout fait connaître grâce à son titre Twist Em' Out.

## Discographie

### Albums
| Année | Album                | Label            | Classement (UK) |
| ----- | -------------------- | ---------------- | --------------- |
| 2000  | Cybotron             | Valve Recordings |                 |
| 2004  | My Sound (1993-2004) | Valve Recordings |                 |

### Singles et EP
| Année | Single / EP                                              | Label                          | Classement (UK) |
| ----- | -------------------------------------------------------- | ------------------------------ | --------------- |
| 1993  | Dillinja E.P.                                            | Tough Toonz                    |                 |
| 1993  | From Beyond / Ride It Hard                               | Cybotron Records               |                 |
| 1993  | Sine / Dark Science                                      | Cybotron Records               |                 |
| 1993  | Steal The Way / Forever Fierce                           | Cybotron Records               |                 |
| 1993  | Test 2 EP                                                | Cybotron Records               |                 |
| 1994  | 3:01 In The Morning / Catch The Vibe                     | IQ Records                     |                 |
| 1994  | Deadly Ceremonies / Sovereign Melody                     | Deadly Vinyl                   |                 |
| 1994  | Deadly Deep Subs / Calculus Beats                        | Deadly Vinyl                   |                 |
| 1994  | Deep Love (Remix) / Moods                                | Logic Productions              |                 |
| 1994  | Heavyweight Vol. 3                                       | Heavyweight                    |                 |
| 1994  | In My Soul / Stompers Delight                            | Not On Label                   |                 |
| 1994  | Lion Heart / Art Of Control                              | Lionheart                      |                 |
| 1994  | Majestic B-Line EP                                       | Deadly Vinyl, Cybotron Records |                 |
| 1994  | South Side (Riffin Mix) / Stompers Delight               | Not On Label                   |                 |
| 1994  | Steelers Anthem / Sax Into The Night                     | IQ Records                     |                 |
| 1994  | You Don't Know (The Remix) / Heavenly Bass               | Logic Productions              |                 |
| 1994  | You Don't Know / Warrior                                 | Logic Productions              |                 |
| 1995  | Deadly Deep Subs (Remix) / Perfect Match                 | Deadly Vinyl                   |                 |
| 1995  | Mutha*ucka / Sky                                         | Philly Blunt Records           |                 |
| 1995  | Tear Down (Da Whole Place) / Believe The Bass            | Conqueror Records              |                 |
| 1995  | The Angels Fell EP                                       | Metalheadz                     |                 |
| 1995  | Ja Know Ya Big                                           | Metalheadz                     |                 |
| 1995  | Brutal Bass                                              | Metalheadz                     |                 |
| 1996  | Dillinja / Trinity Remixes                               | Philly Blunt Records           |                 |
| 1996  | Headz 2 Sampler                                          | Mo'Wax                         |                 |
| 1996  | Jah / Deadly Deep Subs (Remixes)                         | Razors Edge                    |                 |
| 1996  | Me Or The Papes                                          | London Records                 |                 |
| 1996  | Non-Believers / Simple                                   | Chronic                        |                 |
| 1996  | Static / Funk Will Flow                                  | Chronic                        |                 |
| 1997  | Acid Track / One Out Of Many                             | Valve Recordings               |                 |
| 1997  | The Final Piece / Day & Night                            | Chronic                        |                 |
| 1997  | Violent Killa / 12.01                                    | Valve Recordings               |                 |
| 1998  | Fluid / Hard Noize                                       | Test Recordings                |                 |
| 1998  | So Damn Tuff / Vicious                                   | Test Recordings                |                 |
| 1998  | Test 2                                                   | Test Recordings                |                 |
| 1998  | Total Recall / Test Time                                 | Test Blue                      |                 |
| 1998  | Tronik Funk / Thugs                                      | Test Recordings                |                 |
| 1998  | Weapon Of Choice / The Fuze                              | Test Blue                      |                 |
| 2001  | Warp Drive / Soul Brother                                | Test Recordings                |                 |
| 2002  | Live Or Die / South Manz                                 | Valve Recordings               | #53             |
| 2002  | The Grimey EP                                            | V Recordings                   |                 |
| 2002  | Twist 'Em Out / Kids Stuff                               | Renegade Hardware              | #50             |
| 2003  | Energize / The Box                                       | Not On Label                   |                 |
| 2003  | Fast Car / Generation X (Remix)                          | Valve Recordings               |                 |
| 2003  | Fast Car / No Future                                     | Valve Recordings               |                 |
| 2003  | Here Comes Trouble (LP Sampler Volume One)               | Trouble On Vinyl               |                 |
| 2003  | Here Comes Trouble (LP Sampler Volume Two)               | Trouble On Vinyl               |                 |
| 2003  | This Is A Warning / Super DJ                             | Valve Recordings               | #47             |
| 2003  | Twist 'Em Out (Maxi)                                     | Trouble On Vinyl               |                 |
| 2003  | Twist 'Em Out (Remixes feat. Skibadee)                   | Trouble On Vinyl               | #35             |
| 2004  | All The Things / Forsaken Dreams                         | Valve Recordings               | #71             |
| 2004  | In The Grind / Acid Trak (Lemon D Remix)                 | Valve Recordings               | #71             |
| 2004  | Thugged Out Bitch (Adam F & DJ Fresh Remix) / Rainforest | Valve Recordings               | #54             |
| 2005  | Feel My Pain / In The Grind VIP                          | Valve Recordings               |                 |
| 2006  | 96 Thing / Electroboogie                                 | Valve Recordings               |                 |
| 2006  | Expansions / Basscone                                    | Valve Recordings               |                 |
| 2006  | The Dillinja EP                                          | Valve Recordings               |                 |
| 2007  | Diggin' In Ya Crates EP                                  | Valve Recordings               |                 |
| 2008  | Grimey (Clipz Remix) / Sky (Zero T Remix)                | V Recordings                   |                 |
| 2008  | Soul Control / Unexplored Terrain                        | V Recordings                   |                 |
| 2009  | Shiners / Love Child                                     | Valve Recordings               |                 |